# 斑鳩宮
斑鳩宮（いかるがのみや）は、厩戸皇子（聖徳太子）が現在の奈良県生駒郡斑鳩町に営んだ宮殿。
日本書紀によると厩戸皇子は、推古天皇9年（601年）に斑鳩宮を造営し、推古天皇13年（605年）に移り住んだ。また、皇子の手により、斑鳩宮の西方に斑鳩伽藍群（法隆寺・中宮寺・法輪寺・法起寺）が建立された。
皇子の薨去後は山背大兄王一族が住んでいたが、皇極天皇2年（643年）に蘇我入鹿の兵によって宮は焼き払われ、山背大兄王以下の上宮王家の人々は、法隆寺で自決に追い込まれたとされる。なお現在の法隆寺は蘇我氏滅亡後に再建されたとされ、明治期から法隆寺再建・非再建論争が行われた。今日でも法隆寺再建をめぐり論議がなされている。
発掘調査で判明したことは、まず宮は現在の東院伽藍の場所に建っていたこと、宮の範囲は二町四方であること、などである。しかし、宮全体構造はまだ分かっていない。また、厩戸皇子が建立したと伝えられる斑鳩寺は、西院伽藍の裏手の若草伽藍であり、金堂や塔が火災にあい焼失した痕跡が残っていた。伽藍中心部の広さは東西や139メートル、南北172.5メートルの四天王寺式伽藍配置であった。斑鳩宮と斑鳩寺（若草伽藍）は、方位がほぼ同じで同時期の造営であることがわかる。また、西院伽藍の東大門や西大門に沿う築地も同方向であるので、斑鳩宮造営と同時に築造され、道路や水路を広範囲に敷設したことと推測できる。さらに、飛鳥と斑鳩を結ぶ太子道も同方位である。太子道は、筋違い道とも呼ばれ、磯城郡田原本町保津と生駒郡斑鳩町高安を結ぶ道であった。1998年の発掘で田原本町保津の起点の東南から側溝20メートル（溝幅3メートル、深さ0.5メートル）の道が検出されている。